# Jean-Alain Boumsong
Jean-Alain Boumsong (Douala, 1979. november 14. –) kameruni születésű francia válogatott labdarúgó, védő.

## Pályafutás

### Junior évek
Le Havre-ban kezdte a pályafutását, aztán 2000-ben AJ Auxerre-ba igazolt.
Az Liverpool menedzsere, Gérard Houllier már régóta meg akarta venni Boumsongot. A sajtó szerint csak idő kérdése, hogy mikor fogja aláírni a szerződést Boumsong a Liverpoollal. Azonban a skót Rangers is meg akarta venni Boumsong-ot.

### Rangers
Végül Alex McLeish klubjához a skót Rangers-höz csatlakozott 2004-ben, ahol öt évre szóló szerződést írt alá. Boumsong gyorsan meg szokta a skót játékot. Több klub is érdeklődni kezdett Boumsong iránt. A 2004/2005-ös szezonban a Newcastle United új edzője, Graeme Souness 8 millió fontos ajánlatot tett Boumsongra. A Rangers ezt az ajánlatot elfogadta és 2005 januárjában már Newcastle-höz igazolt.

### Newcastle
Boumsong öt és fél éves szerződést kötött a Newcastle-val.

### Juventus
2006. augusztus 22-én Juventus-hoz igazolt. 2006 szeptemberében rúgta az első gólját a Crotone elleni mérkőzésen, amely 3-0-ra végződött. A másik két gólt Valerij Bozsinov rúgta. Utolsó meccsén Inter Milan ellen játszott az Olasz labdarúgókupában 2008. január 23-án.

### Lyon
2008. január 24-én a francia Lyon-hoz igazolt, ahol három és fél évre szóló szerződést írt alá.

## Válogatottság
A francia válogatottban debütált a Japánok ellen 2003. június 20-án. Részt vett a 2003-as konföderációs kupán, a 2004-es labdarúgó-Európa-bajnokságon, a 2006-os vb-n és a 2008-as labdarúgó-Európa-bajnokságon.

## Magánélete
Boumsong-nak két fiatalabb testvére van: Yannick Boumsong és a David N'Gog. Boumsong felesége Juliette. Egy lányuk van Eva, aki 2007. december 12-én született.

## Sikerei, díjai
- Coupe Gambardella : 2000 (Le Havre)
- Coupe de France : 2002/2003 (Auxerre), 2007/2008 (Olympique Lyonnais)
- Skót Liga : 2004/2005 (Rangers)
- Serie B : 2006/2007 (Juventus)
- Ligue 1 : 2007/2008 (Olympique Lyonnais)